# Julien Chavaz
Julien Chavaz (* 1982 in Bern) ist ein Schweizer Opern- und Theaterregisseur. Seine Inszenierungen wurden in Paris, London, Amsterdam, Seoul, Palermo und Genf aufgeführt. Von 2018 bis 2022 war er Intendant der NOF – Neuen Oper Freiburg in der Schweiz. Seit der Spielzeit 2022/2023 ist er Generalintendant und Operndirektor am Theater Magdeburg.

## Leben
Der in Bern geborene Chavaz studierte Agrarwissenschaften an der Eidgenössischen Technischen Hochschule Zürich und Dramaturgie an der Hochschule für Theater in Lausanne. Später arbeitete er als künstlerischer Mitarbeiter und Regieassistent von Laurent Pelly an der Opéra de Paris, der Santa Fe Opera, dem Genfer Grand Théâtre, der Opéra de Lyon und der Dutch National Opera Amsterdam, sowie mit Herbert Fritsch an der Komischen Oper Berlin und dem Opernhaus Zürich. Von 2018 bis 2022 war er Intendant der NOF – Neuen Oper Freiburg in der Schweiz. Julien Chavaz ist seit Beginn der Spielzeit 2022/2023 Generalintendant und Operndirektor am Theater Magdeburg.

## Werk

### Inszenierungen ab 2010
Julien Chavaz gründete 2010 die Opernkompanie Opéra Louise in Freiburg in der Schweiz. Hier entstanden erste eigene Inszenierungen: Offenbachs Monsieur Choufleuri, Strauss’ Die Fledermaus und Strawinskys Mavra. 2015 inszenierte er die Schweizer Erstaufführung der Kinderoper Schneewittchen von Marius Felix Lange.
Er inszenierte unter anderem am Théâtre de l’Athénée die Pariser Erstaufführung von Thomas Adès’ Powder Her Face und Gerald Barrys The Importance of Being Earnest, Péter Eötvös’ Der goldene Drache am Grand Théâtre de Genève, Mozarts Così fan tutte an der Opéra de Lausanne, Roméo et Juliette an der Opera Zuid, Rossinis Il barbiere di Siviglia in Freiburg, Händels Acis and Galatea am National Theater in Den Haag, an De Kleine Komedie in Amsterdam und an der Opéra de Massy.
Neue Musiktheaterformen entwickelte Julien Chavaz in Projekten wie der Neufassung von Pelléas et Mélisande nach Maeterlinck am Théâtre de l’Athénée in Paris 2021, der inszenierten Version von Buxtehudes Kantatenzyklus Membra Jesu nostri unter dem Titel Teenage Bodies und der Kammeroper Sholololo! beim Festival Belluard Bollwerk International im Jahr 2016. Weitere Projekte wurden im Arcola Theater in London, im Rotterdam Theatre, im Stadsschouwburg in Utrecht, beim Tête à Tête Festival in London sowie im Theater Rigiblick in Zürich und am Fri-Son in Fribourg realisiert.

### Inszenierungen ab 2022
Neben den Inszenierung am Theater Magdeburg inszenierte Chavaz Rossinis Guillaume Tell an der Irish National Opera. An der Korea National Opera führte er Die tote Stadt von Erich Wolfgang Korngold zusammen mit dem Dirigenten Lothar Koenigs auf.

### Intendanz und Inszenierungen am Theater Magdeburg ab 2022

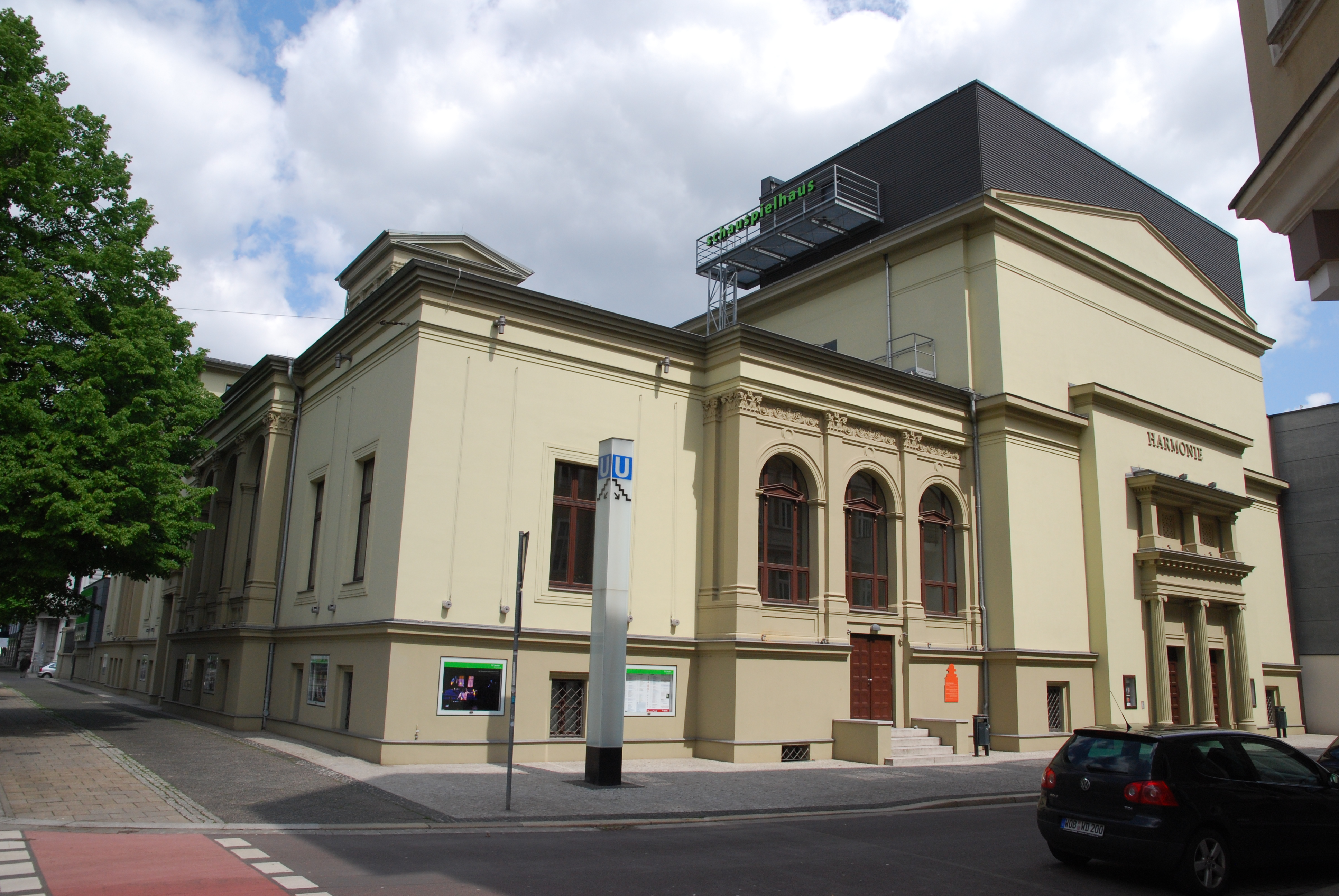
Schauspielhaus Theater Magdeburg

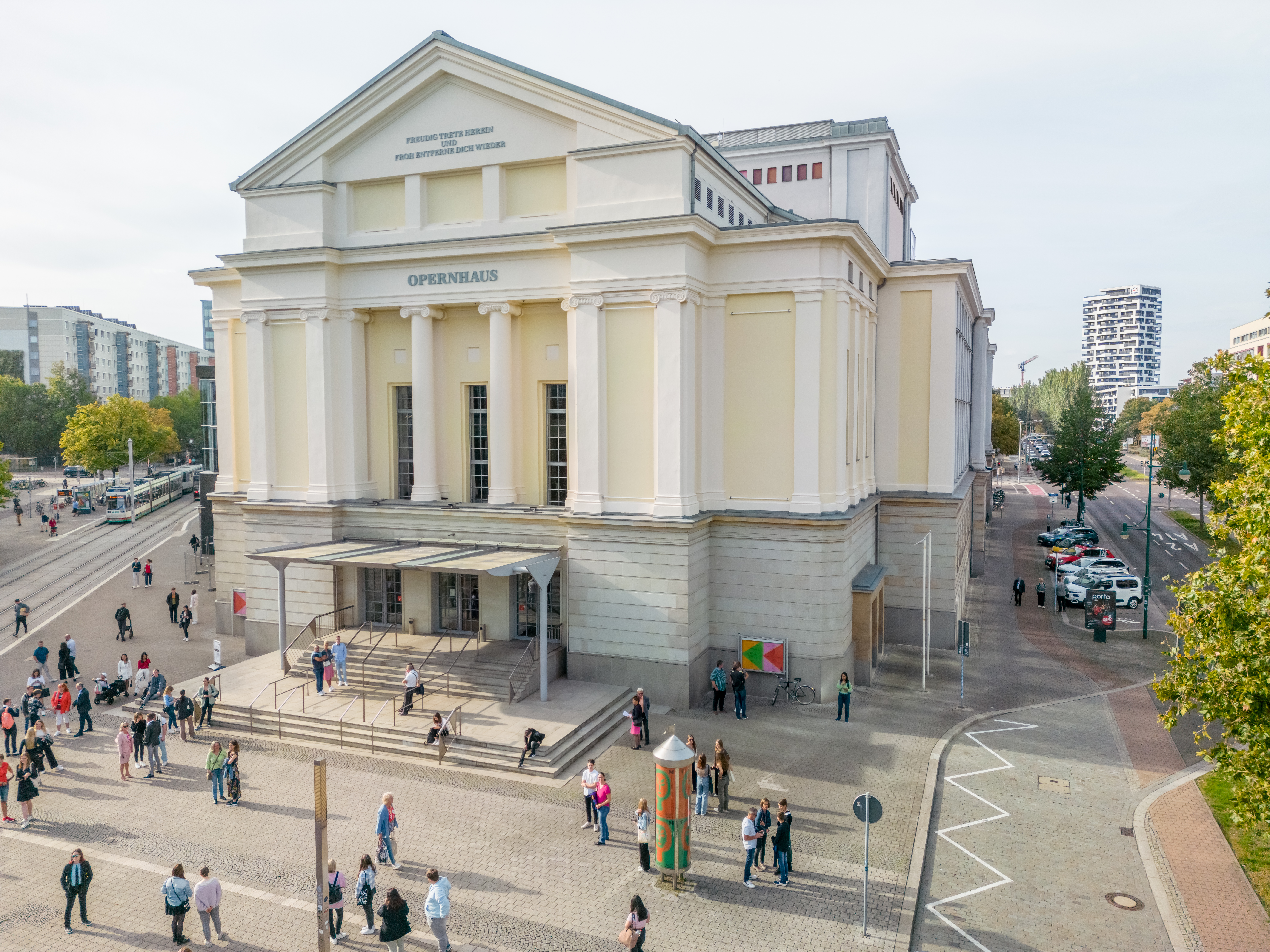
Opernhaus Theater Magdeburg

Der Magdeburger Stadtrat votierte am 3. Dezember 2020 einstimmig für Julien Chavaz als Generalintendant des Theaters Magdeburg für den Zeitraum von 2022 bis 2027. In der Findungskommission saßen unter anderem Dietmar Schwarz (Intendant Deutsche Oper Berlin), Ulrich Khuon (ehemaliger Intendant des Deutschen Theaters Berlin) und Iris Laufenberg (Intendantin des Deutschen Theaters Berlin).
Zu seinem künstlerischen Leitungsteam gehören Anna Skryleva (Generalmusikdirektorin), Clara Weyde, Clemens Leander, Bastian Lomsché (Schauspieldirektion) und Jörg Mannes (Ballettdirektor).
Für die neue künstlerische Ausrichtung des Theaters lud er Künstler, wie Elena Kats-Chernin, Edward Clug, Gerald Barry, Nina von Mechow oder Bastian Reiber, als auch eine junge Generation aufstrebender Künstler ein. Dazu zählten unter anderem Jan Friedrich, Anna Bernreitner, Ilaria Lanzino und Pınar Karabulut.
Julien Chavaz inszenierte am Theater Magdeburg in Kooperation mit der französischen Opéra national de Lorraine in Nancy in der Spielzeit 2022/2023 Eugen Onegin. Die Inszenierung wurde 2023 vom Teatro Massimo nach Palermo eingeladen. Zudem verantwortet Chavaz die deutschsprachige Erstaufführung von Gerald Barrys Oper Alice im Wunderland (2023). Diese steht in der Spielzeit 2023/2024 als Wiederaufnahme am Grand Théâtre in Genf (Schweiz) auf dem Spielplan.
In der Saison 2023/2024 waren in Magdeburg unter seiner Regie Paul Abrahams Operette Die Blume von Hawaii, die Schauspiel-Stückentwicklung Hojotoho! Hojotoho! Heiaha! sowie Mozarts Die Hochzeit des Figaro zu erleben. Für letztere Opernproduktion trat Julien Chavaz auch als Bühnenbildner in Erscheinung. 
Am Theater Magdeburg inszenierte Julien Chavaz in der Spielzeit 2024/2025 Bizets Carmen und die Uraufführung von Gerald Barrys Salome. In der Spielzeit 25/26 folgen die Operette Clivia von Nico Dostal sowie Alfred Schnittkes Opernfarce Leben mit einem Idioten.
| Jahr | Stücktitel                      | Premierendatum | Uraufführung (UA)/ Deutschsprachige Erstaufführung (DSE) | Komponist                   | Genre                | Haus                                                                         |
| 2011 | Monsieur Choufleuri             | 16.4.2011      |                                                          | Jacques Offenbach           | Operette             | Opéra Louise                                                                 |
| 2012 | Die Fledermaus                  | 21.4.2012      |                                                          | Johann Strauss              | Operette             | Opéra Louise                                                                 |
| 2013 | Mavra                           | 14.6.2013      |                                                          | Igor Stravinsky             | Oper                 | Opéra Louise                                                                 |
| 2015 | Schneewittchen                  | 22.4.2015      | UA                                                       | Marius Felix Lange          | Kinderoper           | Opéra Louise                                                                 |
| 2016 | Teenage Bodies                  | 2.3.2016       | UA                                                       | Dieterich Buxtehude         | Neues Musiktheater   | London, Zürich                                                               |
| 2016 | Sholololo!                      | 24.6.2016      |                                                          |                             | Kammeroper           | Festival Belluard Bollwerk International                                     |
| 2016 | Acis and Galatea                | 2.11.2016      |                                                          | Georg Friedrich Händel      | Oper                 | Het Nationale Theater The Hague, De Kleine Komedie Amsterdam, Opéra de Massy |
| 2017 | Moskau, Tscherjomuschki         | 2.11.2017      | UA                                                       | Dmitri D. Schostakowitsch   | Musikalische Komödie | Théâtre de l’Athénée Paris                                                   |
| 2018 | Ouvertüre                       | 31.8.2018      |                                                          | Robert Schumann             | Neues Musiktheater   | Nouvel Opéra Fribourg                                                        |
| 2019 | The Importance of Being Earnest | 30.4.2019      | UA                                                       | Gerald Barry                | Oper                 | Théâtre de l’Athénée Paris                                                   |
| 2020 | Il barbiere di Siviglia         | 29.12.2020     |                                                          | Gioachino Rossini           | Oper                 | Nouvel Opéra Fribourg                                                        |
| 2021 | Powder Her Face                 | 28.5.2021      |                                                          | Thomas Adès                 | Oper                 | Théâtre de l’Athénée Paris                                                   |
| 2021 | Pelléas et Mélisande            | 30.5.2021      | UA                                                       | Nicolas Stücklin            | Neues Musiktheater   | Théâtre de l’Athénée Paris                                                   |
| 2021 | Così fan tutte                  | 10.9.2021      |                                                          | Wolfgang Amadeus Mozart     | Oper                 | Opéra de Lausanne                                                            |
| 2021 | Roméo et Juliette               | 12.11.2021     |                                                          | Charles Gounoud             | Oper                 | Opera Zuid                                                                   |
| 2022 | Der goldene Drache              | 20.1.2022      |                                                          | Peter Eötvös                | Oper                 | Grand Théâtre de Genève                                                      |
| 2022 | Guillame Tell                   | 8.11.2022      |                                                          | Gioachino Rossini           | Oper                 | Irish National Opera                                                         |
| 2023 | Eugen Onegin                    | 21.1.2023      |                                                          | Pjotr Iljitsch Tschaikowski | Oper                 | Theater Magdeburg, Teatro Massimo Palermo                                    |
| 2023 | Alice im Wunderland             | 6.5.2023       | DSE                                                      | Gerald Barry                | Musical              | Theater Magdeburg                                                            |
| 2023 | Die Blume von Hawaii            | 8.9.2023       |                                                          | Paul Abraham                | Operette             | Theater Magdeburg                                                            |
| 2024 | Hojotoho! Hojotoho! Heiaha!     | 24.2.2024      | UA                                                       |                             | Schauspiel           | Theater Magdeburg                                                            |
| 2024 | Die Hochzeit des Figaro         | 6.4.2024       |                                                          | Wolfgang Amadeus Mozart     | Oper                 | Theater Magdeburg                                                            |
| 2024 | Die tote Stadt                  | 23.5.2024      |                                                          | Erich Wolfgang Korngold     | Oper                 | Korea National Opera Seoul                                                   |
| 2024 | Carmen                          | 19.10.2024     |                                                          | Georges Bizet               | Oper                 | Theater Magdeburg                                                            |
| 2024 | Rigoletto                       | 1.12.2024      |                                                          | Giuseppe Verdi              | Oper                 | Irish National Opera, Santa Fe Opera, Opera Zuid                             |
| 2025 | Salome                          | 15.03.2025     | UA                                                       | Gerald Barry                | Oper                 | Theater Magdeburg                                                            |
| 2025 | Clivia                          | 9.11.2025      |                                                          | Nico Dostal                 | Operette             | Theater Magdeburg                                                            |
| 2026 | Leben mit einem Idioten         | 7.3.2026       |                                                          | Alfred Schnittke            | Oper                 | Theater Magdeburg, Opéra national de Lorraine                                |

## Auszeichnungen
Bekannt wurde Julien Chavaz für seine Inszenierungen von zeitgenössischen Opern und Musiktheaterwerken. Seine Produktion von Schostakowitschs Moskau, Tscherjomuschki am Pariser Théâtre de l’Athénée wurde 2018 von der Zeitung Le Monde zu den besten Produktionen des Jahres nominiert.
Unter Julien Chavaz’ Intendanz wurde das Theater Magdeburg für zahlreiche nationale und internationale Ehrungen nominiert, mehrfach ausgezeichnet und einzelne Inszenierungen europaweit an andere Häuser eingeladen. Fünfmal nominierte die Fachzeitschrift Die Deutsche Bühne das Theater Magdeburg in der Spielzeitbilanz 2022/2023. Unter anderem erhielt das Theater Magdeburg unter der neuen Leitung Nennungen in den Rubriken „Gesamtleistung großes Haus“ als auch „Theater, das sich stark öffnet“. 2022 gewann das damals neu eingeführte Plakatdesign des Theaters Magdeburg den Wettbewerb „100 beste Plakate 2022“. Kurz darauf holte das Plakatdesign auch den internationalen Preis „STA 100“. Im Sommer 2023 kam die Auszeichnung mit Gold des European Design Awards in der Kategorie „Poster Series“ dazu.
Während seiner Intendanz wurde die Magdeburger Inszenierung „Blutbuch“ zum Theatertreffen 2025 nach Berlin eingeladen. Damit ist erstmals in der Geschichte des Theaters eine Inszenierung aus Magdeburg bei diesem seit 1964 bestehenden Theaterfestival im deutschsprachigen Raum vertreten. Zum Festival Radikal jung waren die Inszenierung „Woyzeck“ 2023 und „Blutbuch“ 2024 eingeladen, letztere gewann den Publikumspreis. Die Produktion „Jagdszenen“ schaffte es unter die zehn ausgewählten Inszenierungen des nachtkritik-Theatertreffens 2024. Zudem gewann Luisa Wandschneider für die Kostüme dieser Inszenierung den Deutschen Theaterpreis DER FAUST 2024.
Die Magdeburger Uraufführung der Oper „Grete Minde“ war für die renommierten International Opera Awards 2022 in der Kategorie „Uraufführung“ nominiert. Die CD-Aufnahme wurde von der Fachzeitschrift Opernwelt als „CD des Monats August 2023“ ausgezeichnet und schaffte es auf die Bestenliste des Preises der deutschen Schallplattenkritik in der Kategorie „Oper II“. Mit dem OPUS KLASSIK 2024 gewann die Inszenierung den wichtigsten deutschen Preis für klassische Musik in Deutschland in der Kategorie Weltersteinspielung des Jahres. Nominiert war sie auch in der Kategorie „Operneinspielung des Jahres“.
Magdeburger Inszenierungen wurden für Gastspiele an das größte Theater Italiens nach Palermo, zur „Woche junger Schauspieler*innen 2024“ nach Bensheim und im Frühjahr 2025 an das Grand Théâtre de Genève (Schweiz) eingeladen. Inszenierungen entstanden in Koproduktion mit der französischen Opéra national de Lorraine in Nancy (Frankreich), dem Theater St. Gallen (Schweiz), der Opera Ballet Vlaanderen (Belgien), dem OSTEN-Festival Bitterfeld-Wolfen, der NOF – Neue Oper Freiburg (Schweiz). Die Telemannoper „Sieg der Schönheit“ wurde in Kooperation mit der Akademie für Alte Musik Berlin und dem Telemannzentrum Magdeburg aufgeführt.